# Olympiska spelen i Stockholm 1912
Olympiska spelen i Stockholm 1912 är en svensk kortfilmsserie från 1912. Filmerna skildrar Olympiska sommarspelen 1912 i Sverige.